# Habenaria johannae
Habenaria johannae är en orkidéart som beskrevs av Friedrich Fritz Wilhelm Ludwig Kraenzlin. Habenaria johannae ingår i släktet Habenaria och familjen orkidéer. Inga underarter finns listade i Catalogue of Life.